# 皿果草
皿果草（学名：Trigonotis cupulifera）为紫草科附地菜属的植物，是中国的特有植物。分布在中国大陆的浙江、广西、安徽、江西、湖南等地，生长于海拔700米的地区，多生于林下、山坡草丛或湿地，目前尚未由人工引种栽培。